# Waldsee (Freiburg im Breisgau)
Waldsee ist ein Stadtteil von Freiburg im Breisgau mit einer Wohnbevölkerung von rund 5.900 Einwohnern im Osten der Stadt. Benannt ist er nach dem gleichnamigen Naherholungsgebiet auf seinem Gebiet. Er liegt zwischen den Stadtteilen Wiehre und Oberau im Westen und den Stadtteilen Littenweiler und Ebnet im Osten. Im Norden und Süden wird er von den Randbergen des Dreisamtals begrenzt. Die Dreisam durchfließt den Stadtteil von Ost nach West und ist hier die nördliche Grenze der Bebauung.

## Geschichte
Die Geschichte des Stadtteils beginnt nach dem Ersten Weltkrieg, als das bis dahin weitgehend landwirtschaftlich genutzte Gebiet zwischen dem Stadtgebiet und dem bis 1914 selbständigen Dorf Littenweiler allmählich großzügig im Stil einer Gartenstadt erschlossen wurde. Zuvor standen auf dem Gelände lediglich das Kloster der Kartäuser auf der Nordseite des Talbodens und das 1777 erbaute Gasthaus Zum Schiff an der Straße, die in den Schwarzwald führte. Auf der Südseite war um 1900 ein Naherholungsgebiet um einen kleinen ehemaligen Eisweiher, den namengebenden Waldsee mit einem Ausflugslokal angelegt worden. Dort in der Nähe wurde auch das Fußballstadion für den Freiburger Fußballclub errichtet. Ein längst aufgegebener Haltepunkt an der in der Nähe vorbeiführenden Höllentalbahn machte diese Einrichtungen leicht erreichbar. Ab 1905 war hier auch der Endpunkt (mit einer ersten Wendeschleife) einer Straßenbahnstrecke, die 1925 in Richtung Littenweiler verlängert werden sollte und damit den entstehenden Stadtteil Waldsee gut erschloss.
Zwischen den beiden Weltkriegen wurden vom Gasthaus „Schiff“ bis etwa auf Höhe der heutigen Dreifaltigkeitskirche zahlreiche Straßen angelegt und erschlossen, in denen eine lockere Bebauung mit großen Gärten vorherrschte. Entlang der Dreisam wurden in den 1930er Jahren dann verschiedene Sportanlagen angelegt, unter anderem 1925 auch für die Universität mit einer Sporthalle in Klinkerbauweise, in Anlehnung an den Bauhausstil geplant von Architekt Hermann Alker. Östlich der Sportanlagen schloss sich das 1934 errichtete „Strandbad“ an, zur Bauzeit eines der modernsten Freibäder Süddeutschlands; wegen der fehlenden Trennung von Damen- und Herrenbad gab es zunächst Proteste von katholischer Seite. 1939 wurde das Gebiet, das bis dahin Freiburg-Ost hieß, in die vier Stadtteile Oberwiehre, Oberau, Waldsee und Littenweiler eingeteilt (wobei Littenweiler auch davor schon ein eigener Ort gewesen war).

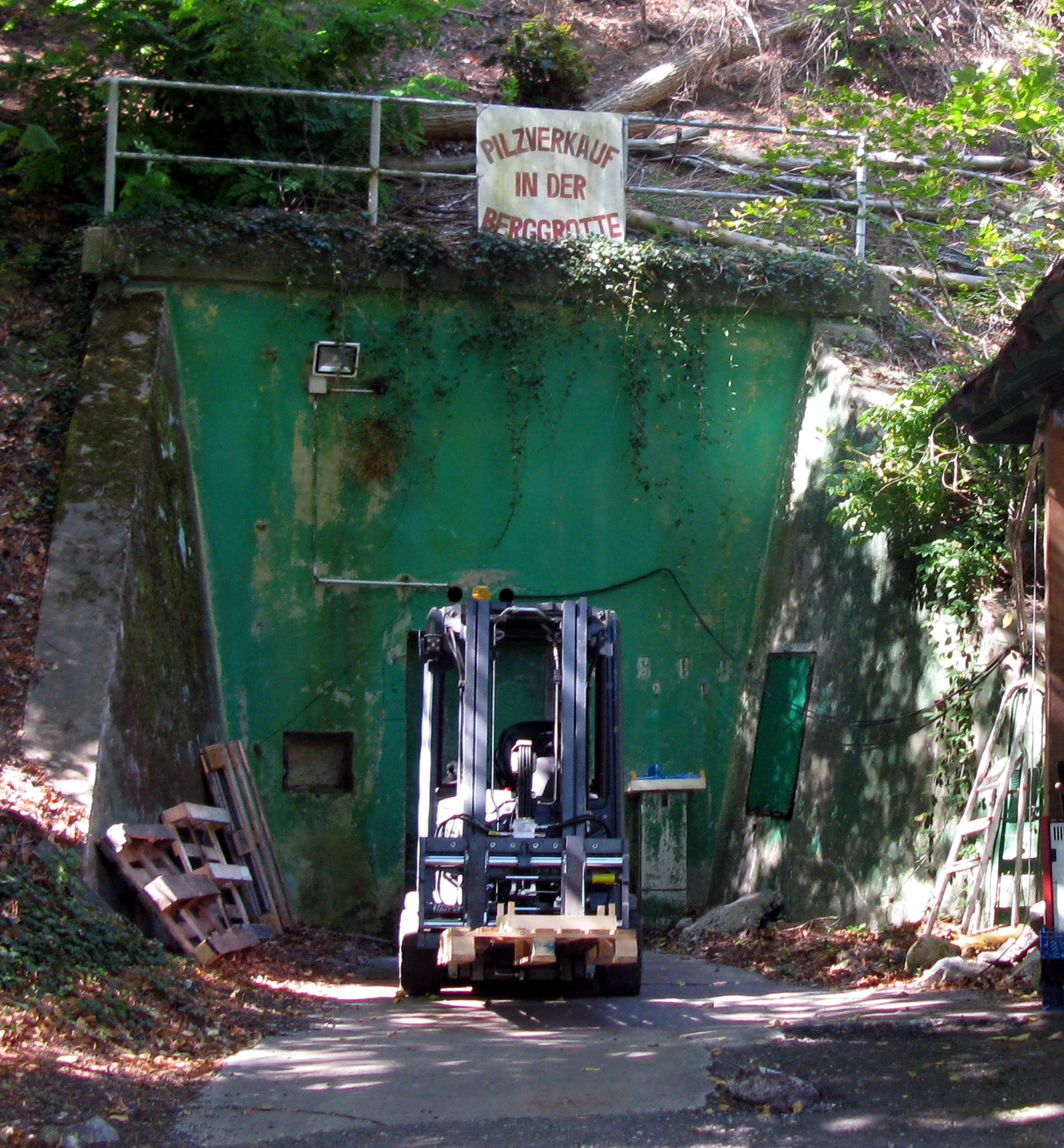
Eingang Hirzbergbunker

In den 1950er Jahren wurde die Bebauung weiter nach Osten fortgesetzt, bis sie in den 1960er Jahren an den Stadtteil Littenweiler angrenzte. In den 1990er Jahren machte der Stadtteil von sich reden durch zahlreiche, teilweise heftige Protestaktionen gegen den geplanten und dann auch realisierten Neubau der B 31-Ost. Einerseits sollte diese neue Straße Wohngebiete vom Fernverkehr entlasten (was auch gelungen ist), andererseits schuf sie für andere Bewohner neue Belastungen und reduziert auch den hohen Erholungswert des Stadtteils, ganz abgesehen davon, dass diese neue Straße – vierspurig und kreuzungsfrei – zusätzlichen belastenden Fernverkehr in die Stadt bringt.

### Hirzbergbunker
Im Schlossberg an der Kartäuserstraße 117 unterhalb des Johannisheims liegt der Hirzbergbunker. Er war in den 1940er Jahren für die Kommandostelle der örtlichen Luftschutzabteilung angelegt worden und diente ausschließlich militärischen Zwecken. Hier taten unter anderem Wehrmachthelferinnen als SS-Funkerinnen ihren Dienst. Der Stollen war mit Zentralheizung und Parkettboden ausgerüstet. Nach dem Krieg wurde er nicht wie andere Bunker von den Franzosen gesprengt. Da er für zivile Zwecke zu feucht war, verfiel er zunächst. In den 1990er Jahren pachtete der Pilzzüchter Peter Metzger den Bunker vom Bund und züchtet seitdem dort bei konstanter Luftfeuchtigkeit und Temperaturen um 18 Grad zehn bis 15 Pilzsorten die, vor dem Bunker, auf Märkten und an Restaurants verkauft werden.

## Gebäude und Einrichtungen

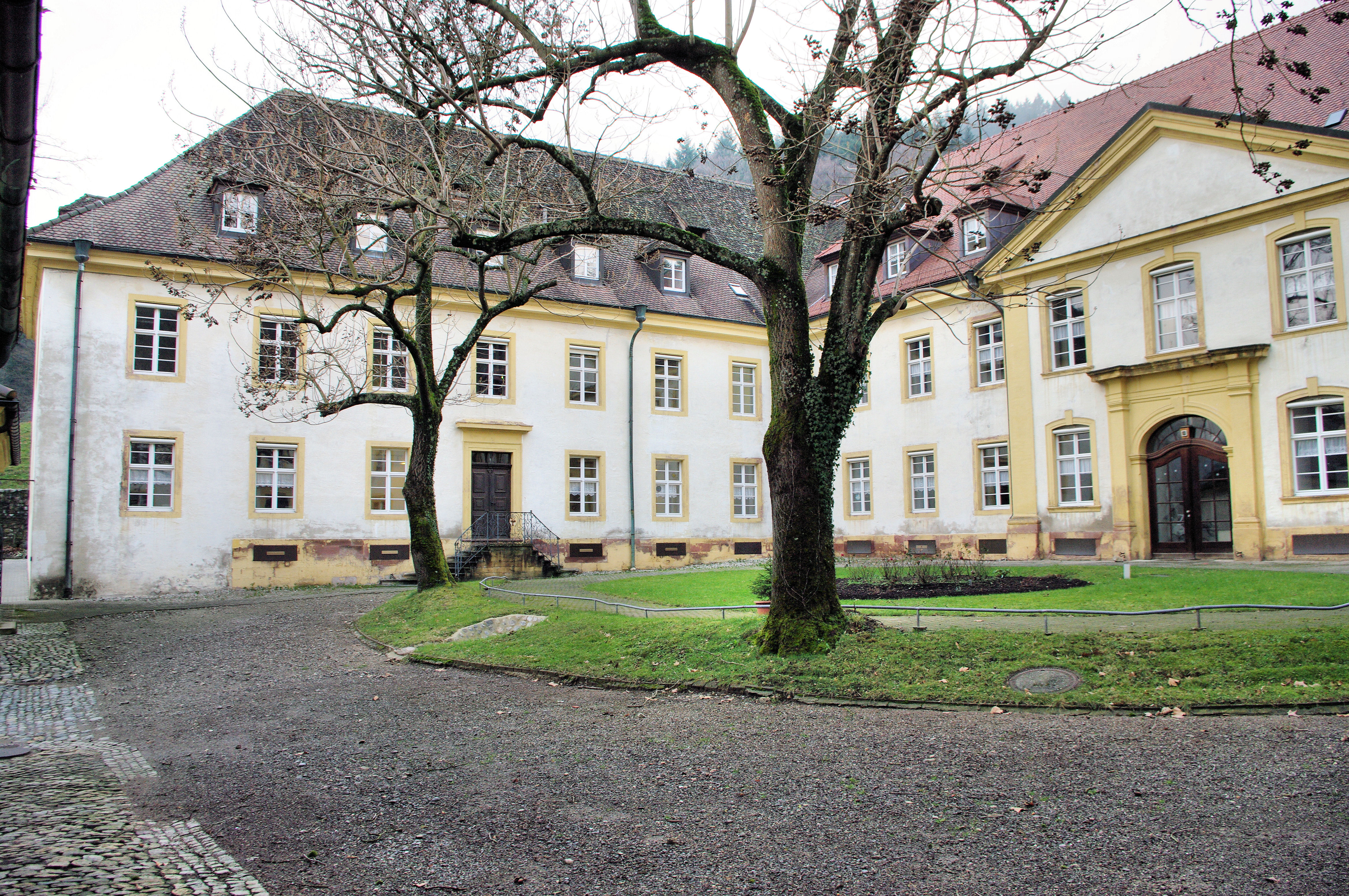
Innenhof der Kartaus

Die Kartaus, ein ehemaliges, 1347 gegründetes und 1783 aufgehobenes Kartäuserkloster ist das markanteste historische Gebäude im Stadtteil. Vom Kloster steht nur noch der im Barockstil errichtete Prälatenbau, in dem zeitweise der Pfarrer und Heimatschriftsteller Heinrich Hansjakob gewohnt hatte. Unterhalb des Klosters wurde 1908 ein Wasserkraftwerk, wegen seiner markanten Bauform „Freiburger Stromschlössle“ genannt, errichtet. Daneben liegt ein alter Bauernhof mit dem typischen Schwarzwälder Krüppelwalmdach, ehemals Ökonomiegebäude des Klosters. Diese Gebäude bilden ein besonders reizvolles Gebäudeensemble am Fuß des Johannisbergs. Seit 2014 ist auf dem Anwesen des ehemaligen Klosters das UWC Robert Bosch College untergebracht.
In der Nähe des Gasthauses zum Schiff ließ sich 1905/06 der Nährmittelfabrikant Wilhelm Schenk von Architekt Martin Dülfer eine Villa mit einem ebenfalls von Dülfer gestalteten Garten in weitgehend freier Umgebung bauen. Das heute etwas versteckt zwischen Schwarzwald- und Hansjakobstraße liegende Gebäude ist weitgehend im ursprünglichen Zustand erhalten und zählt zu den schönsten Jugendstilvillen Freiburgs. Aufgrund der späteren Nutzung durch eine katholische Schwesternkongregation wurde eine Kapelle angebaut, die der Pfarrkuratie St. Carolus als Keimzelle der späteren Gemeinde Hl. Dreifaltigkeit als Gottesdienstraum diente. Heute ist in der Villa der Kindergarten St. Carolus der Dreifaltigkeitsgemeinde untergebracht. Unweit der Villa steht ein anderes auffallendes Gebäude, das Haus „Badische Heimat“, das 1926 von Architekt Carl Anton Meckel im neobarocken Stil geplant wurde. Es fällt vor allem auf durch sein in dieser Umgebung außergewöhnlich hohes und steiles Satteldach und durch die reich verzierten Korbgitter vor den Fenstern des Erdgeschosses.

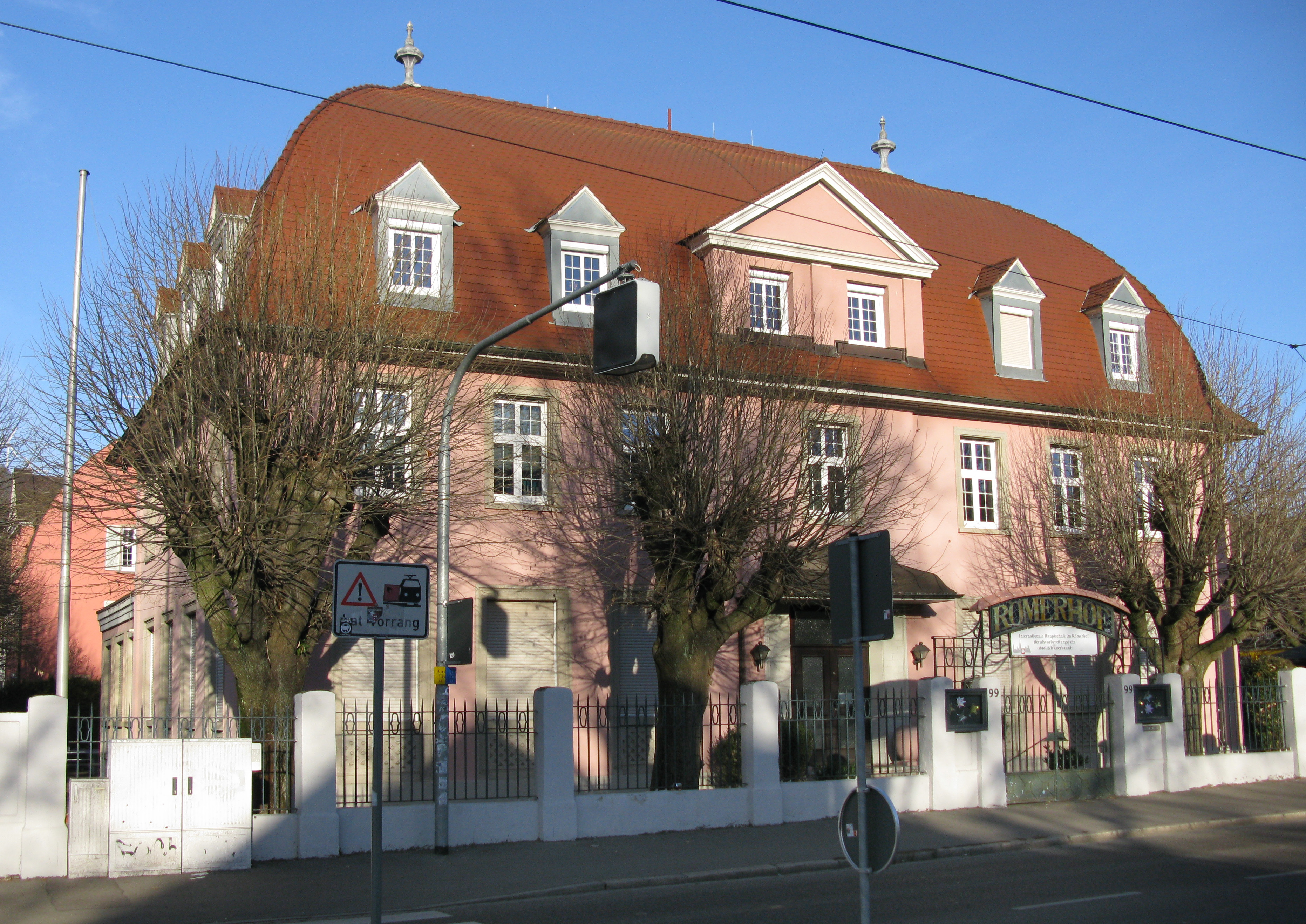
Römerhof

Ein weiteres zur Bauzeit auf freiem Feld errichtetes Gebäude steht ebenfalls an der Hansjakobstraße. Es ist der 1925 erbaute „Römerhof“, der durch seine Größe, vor allem aber durch seine Dachform, ein gewalmtes Zollingerdach auffällt. Lange war hier eine Gastwirtschaft eingerichtet, heute sind schulische Einrichtungen in dem Gebäude untergebracht.

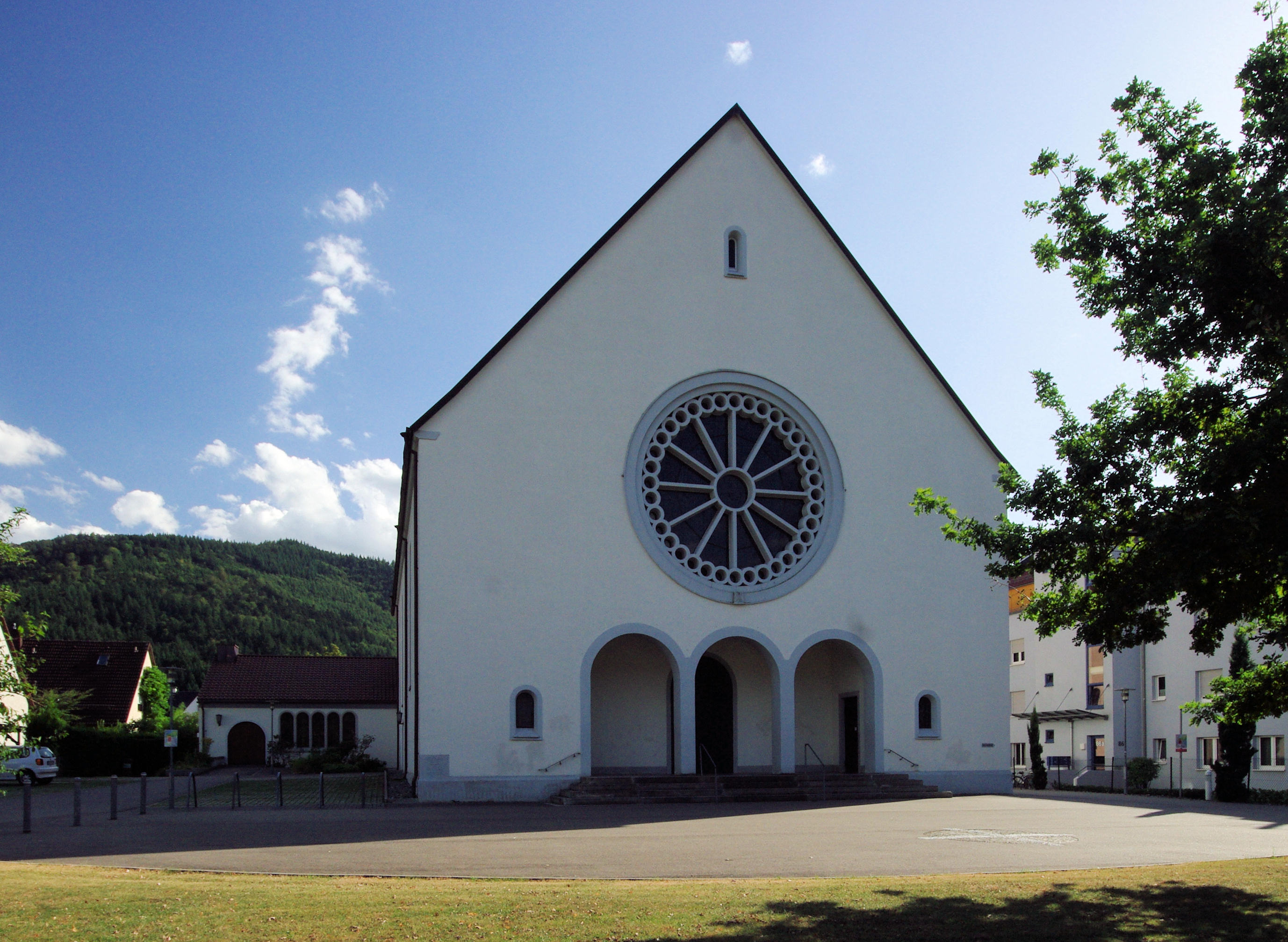
Dreifaltigkeitskirche

Am meisten ragt die von Architekt Gregor Schroeder geplante und 1953 geweihte Dreifaltigkeitskirche über die umgebende Bebauung heraus, der geistige Mittelpunkt für die Katholiken in zentraler Lage des Wohngebiets. Gegen Ende des 20. Jahrhunderts wurde die Kirche durch einen Gemeindesaal und die „Cella“, ein geistliches Zentrum ergänzt.
Anlässlich der Verlegung der Messe Freiburg in den Westen entschloss sich die Stadt Ende der 1990er-Jahre dazu, den an das Gebiet Waldsee angrenzenden „Alten Messplatz“ zu erschließen.  Mit der Bebauung wurde das Märkte- und Zentrenkonzept der Stadt Freiburg, das eine verbrauchernahe Versorgung in den Stadtteilen vorsieht, vorangebracht.   Das am „Alten Messplatz“ im Jahre 2004 eröffnete Einkaufszentrum ZO (Zentrum Oberwiehre)  wurde durch die Freiburger Architekten Melder & Binkert entworfen.
Im Stadtteil befinden sich größere Einrichtungen für alte Menschen. Das 1969 errichtete Johannisheim bei der Kartaus ist ein Alten- und Pflegeheim; der Laubenhof ist eine weitere Einrichtung für das betreute Wohnen älterer Menschen, die hier inmitten von Familien wohnen können. Leider wies der Anfang der 1980er Jahre erbaute Komplex teilweise solche Bauschäden auf, dass ein Teilabriss nötig wurde. Als Ersatz wurde hier ein Pflegeheim errichtet, das Haus Katharina Egg, das im Dezember 2008 bezogen wurde. Hier sind auch alte Menschen untergebracht, die zuvor in der Kartaus gepflegt wurden. Seit 1997 gibt es auch die Alten-Wohnanlage für betreutes Wohnen „Kreuzsteinäcker“ am östlichen Rand des Stadtteils, unmittelbar bei der Endhaltestelle der Stadtbahnlinie 1. Alle genannten Einrichtungen werden von der Heiliggeistspitalstiftung Freiburg betrieben.

## Bildung

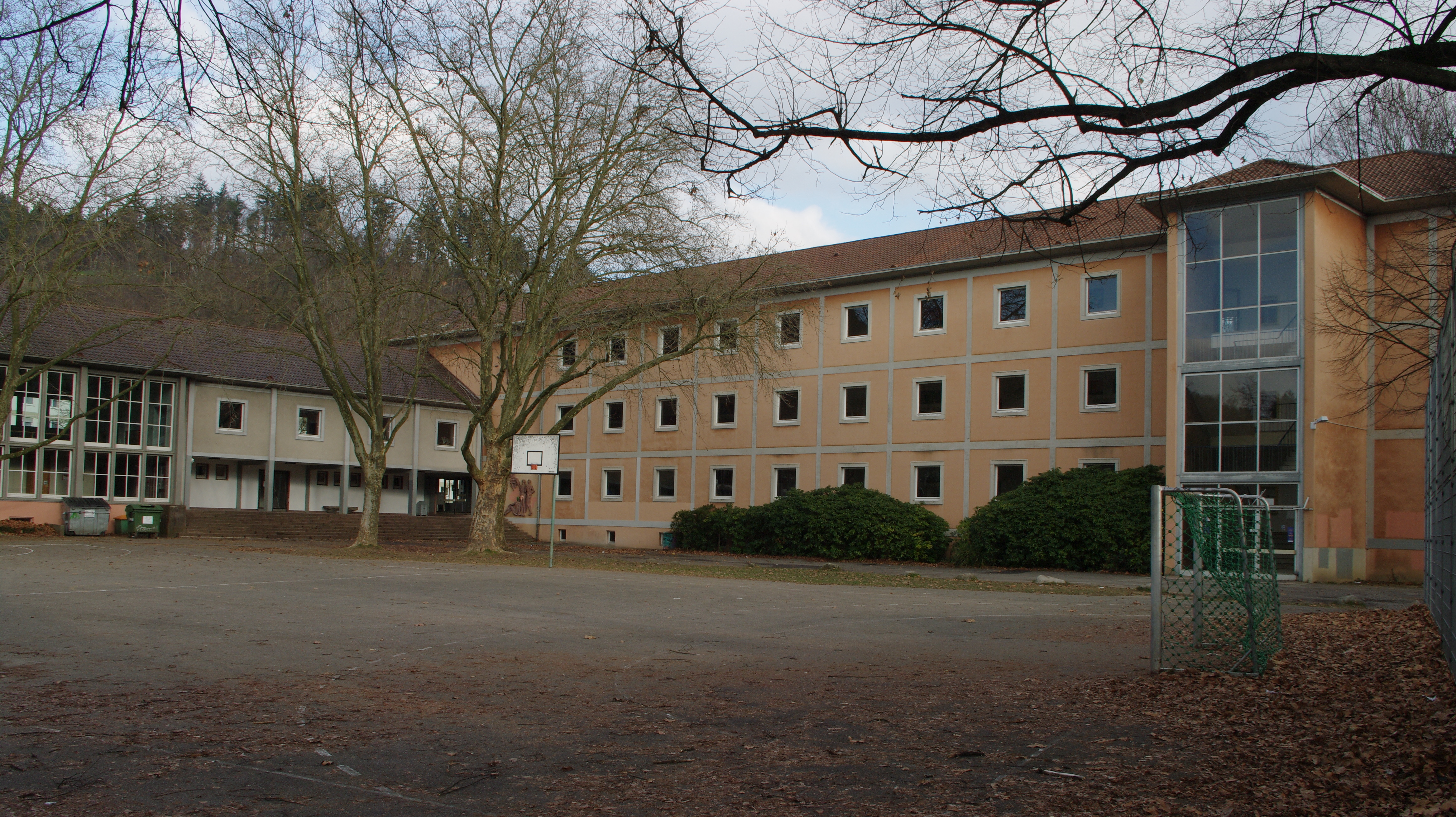
Berthold-Gymnasium

Das humanistische Berthold-Gymnasium, die älteste höhere Bildungseinrichtung in Freiburg, wurde 1957 als Ersatz für das in der Innenstadt gelegene und im Zweiten Weltkrieg völlig zerstörte Schulgebäude an der Dreisam neu errichtet. Es liegt in unmittelbarer Nachbarschaft zum Deutsch-Französischen Gymnasium im Stadtteil Oberau.
Im Stadtteil gibt es darüber hinaus noch drei Privatschulen: Die vom Caritas-Verband getragene Internationale Hauptschule im Römerhof (ehemals „Werk- und Sprachschule“) ist eine Private Hauptschule für Jugendliche und junge Erwachsene im Alter von 15 bis 25 Jahren (Klassen 8 und 9 sowie internationale Vorbereitungsklassen). Sie unterrichtet Migranten, Schulabbrecher und deutsche Jugendliche ohne Hauptschulabschluss, die für die Regelschule zu alt sind. Die Kapriole ist eine private Grund- und Hauptschule mit Werkrealschule und zählt zu den Demokratischen Schulen. Deutschlands erste Sportgrundschule besteht seit 2007 auf dem Gelände der Freiburger Turnerschaft von 1844 e. V. Die meisten Kinder aus Waldsee müssen die Schulen in den benachbarten Stadtteilen besuchen.

## Sport und Freizeit

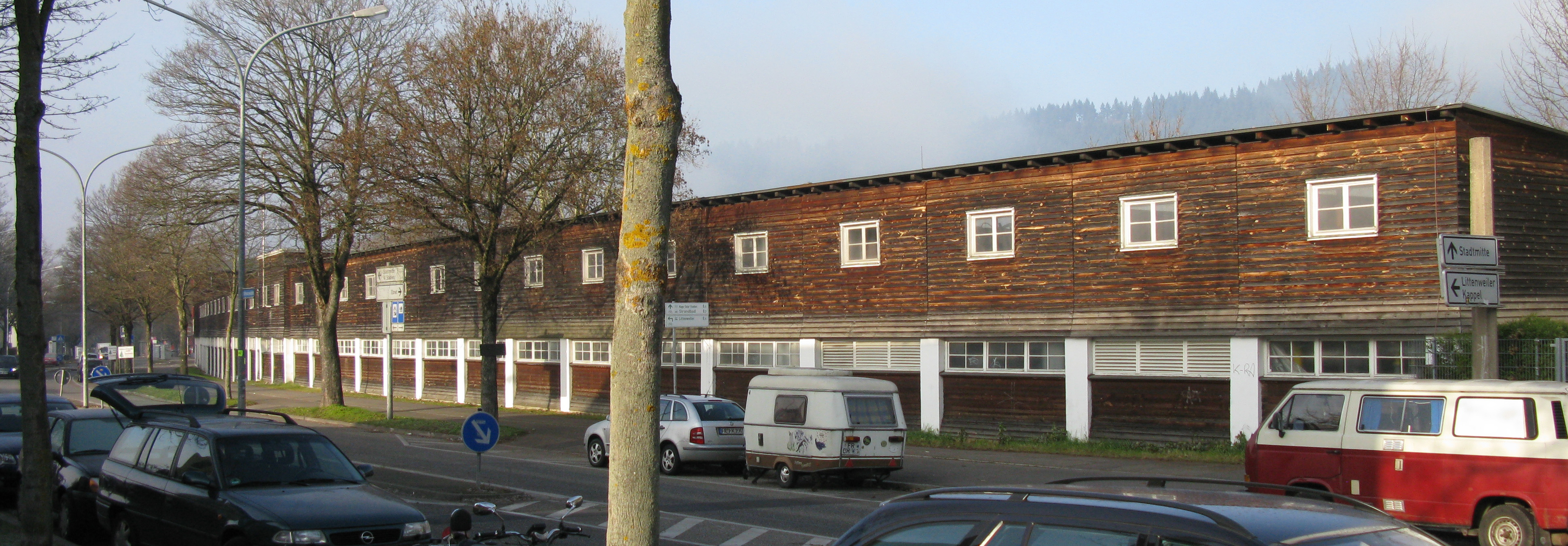
Strandbad an der Schwarzwaldstraße

Der Stadtteil Waldsee ist geprägt von Sportstätten: im Süden das Möslestadion, ehemalige Spielstätte des Freiburger Fußballclubs (FFC), das heute als Fußballschule des SC Freiburg dient. Dessen Stadion, das Dreisamstadion, liegt an der Dreisam. Direkt daneben befindet sich das 1934 erbaute „Strandbad“, Freiburgs größtes Freibad. An das Fußballstadion schließen sich im Westen weitere Sportstätten verschiedener Vereine, darunter die Freiburger Turnerschaft von 1844, und der Universität an. Auf dem Gelände der Universitäts-Sportanlagen ist auch der Olympiastützpunkt Freiburg-Schwarzwald im Georg-Thoma-Haus untergebracht.
Neben den erwähnten Sportanlagen gibt es weitere Freizeiteinrichtungen: Am Waldrand gegenüber dem Stadion des Sportclub Freiburg liegt die Jugendherberge mit 350 Betten in 102 Zimmern, einem großen Saal und einem Konferenzraum, die im Freigelände auch gute Möglichkeiten für Spiel und Bewegung bietet. Von 2015 bis 2017 wurde der 1978 in Betrieb genommene Bau renoviert und erweitert. Im Wald auf der Nordseite liegt das auch von der Stadt aus als Spazierziel beliebte Ausflugslokal St. Ottilien, das neben einer kleinen Kirche liegt, die mit der Legende der Hl. Odilia aus dem Elsass verbunden ist und wo eine Quelle heilkräftiges Wasser für die Augen liefern soll. Alte Fresken konnten in den letzten Jahrzehnten freigelegt werden.
Im Süden liegt der Waldsee mit Bootsverleih und Gaststätte, die durch ihr Konzertprogramm auch ein junges Publikum anzieht. An den Waldsee schließt sich der Möslepark an, der durch die Bahnlinie der Höllentalbahn durchschnitten wird. Der abgetrennte nördliche Bereich heißt heute Konrad-Guenther-Park, der durch den umstrittenen Neubau der B 31-Ost stark in Mitleidenschaft gezogen wurde. Im Bereich des Stadtteils verläuft die Schnellstraße offen zwischen den beiden Tunnels in den benachbarten Stadtteilen Oberwiehre und Littenweiler, was zu einer Belastung für die Bewohner und einer Minderung des hohen Freizeitwerts führt. Südlich der Bahnlinie liegt auch ein Campingplatz. Das dazugehörige Waldkurbad mit ausgedehnter Saunalandschaft schloss den offiziellen Betrieb im Herbst 2018.

## Verkehr
Die auf der Südseite den Stadtteil durchquerende Höllentalbahn kann über den nahe gelegenen Bahnhof Freiburg-Littenweiler gut erreicht werden.
Die Stadtbahnlinie 1 mit den Haltestellen Laßbergstraße, Römerhof, Hasebergstraße und Emil-Gött-Straße verläuft durch Waldsee. Die Straßenbahnlinie soll ab 2025 von der Laßbergstraße über den Bahnhof Littenweiler bis zum Kappler Knoten verlängert werden.
Für den Radverkehr verläuft der FR 8 entlang der Höllentalbahn von Kappel über Littenweiler in die Wiehre. Der FR 1 führt an der Dreisam entlang über die Oberau an der Altstadt vorbei bis nach Lehen, weiter nördlich soll entlang der Karthäuser Straße der Radschnellweg nach Kirchzarten über Ebnet und Zarten verlaufen. In Waldsee befinden sich drei Stationen des Fahrradverleihsystems Frelo.
Hauptachse des Stadtteils ist die Hansjakobstraße, von der aus das Wohngebiet hauptsächlich erschlossen wird. Die alte Bundesstraße wurde zu einer lokalen Erschließungsstraße herabgestuft, was den Stadtteil einerseits entlastet. Dafür entstanden durch den Neubau an anderer Stelle neue Belastungen für andere Bewohner. Die neue Bundesstraße 31 hat im Gebiet des Stadtteils keine Zufahrtsmöglichkeit.

## An der Dreisam

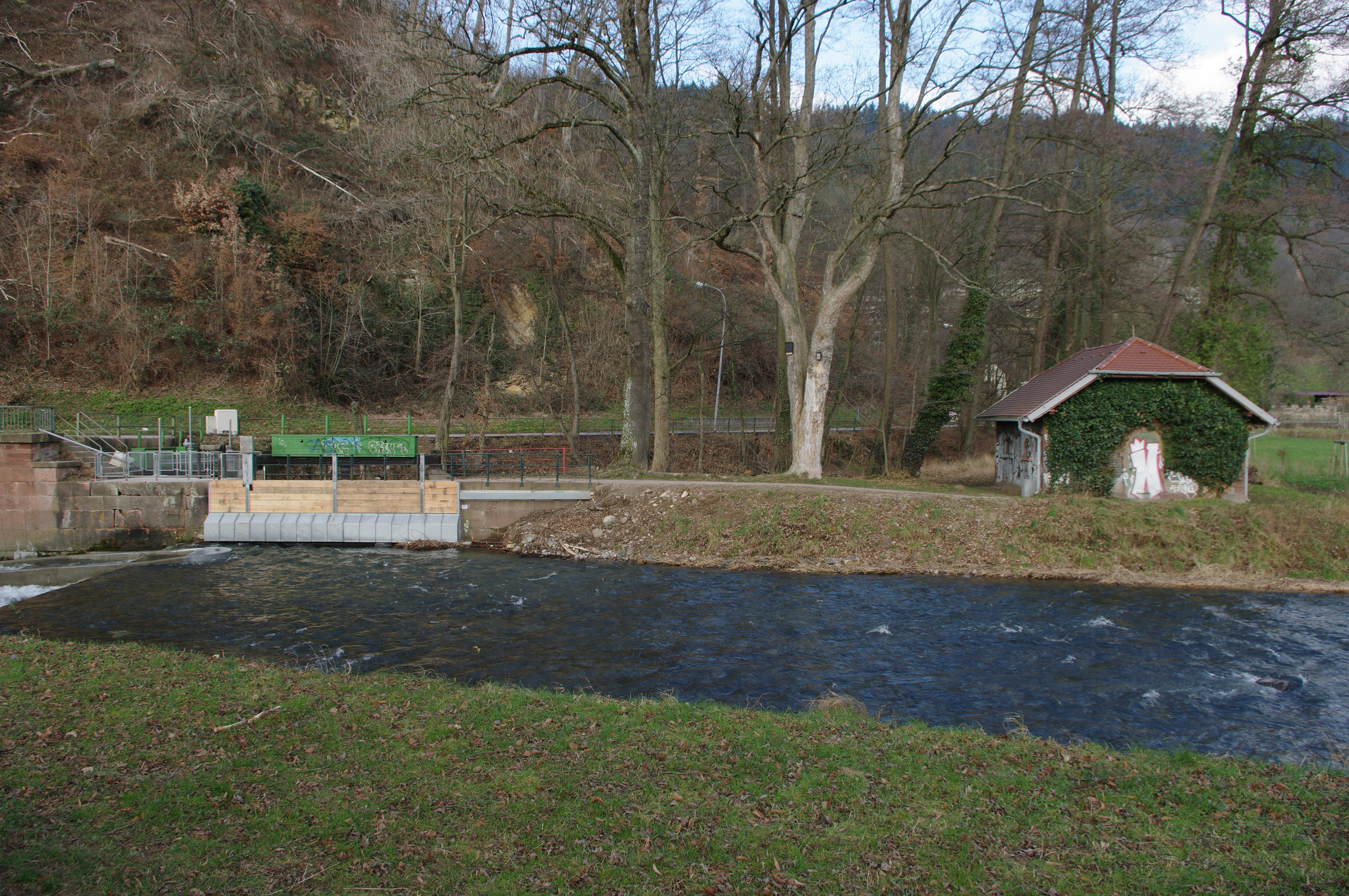
Die Dreisam vor der Sandfangbrücke mit der Stellfalle zur Ableitung des Gewerbebaches

Im Nordosten des Stadtteils liegt an der Dreisam der Sandfang; hier wurde der Fluss in ein Becken geleitet, damit sich mitgeführter Sand und Kies absetzen konnten. Diese Einrichtung besteht nicht mehr. An dieser Stelle führt eine Straßenbrücke über den Fluss. Unmittelbar westlich der Brücke wurde 2008 am linken Ufer ein kleines Kraftwerk errichtet, das über eine Wasserkraftschnecke jährlich etwa 300.000 kWh elektrischen Strom erzeugt; damit kann der Bedarf von etwa 120 Haushalten gedeckt werden. Die Wasserkraftschnecke ist 8 Meter lang und hat einen Durchmesser von 3,10 Meter; damit ist sie eine der größten Anlagen dieser Art in Deutschland.
Unmittelbar östlich der Brücke wird auf der rechten Flussseite der Gewerbekanal abgeleitet, der schon im Mittelalter Energie für Gewerbe (Mühlen, Granatschleiferei, Gerberei, Färberei u. a.) südlich und östlich der Freiburger Altstadt lieferte. Heute wird das Wasser des Kanals für den Betrieb mehrerer Kleinkraftwerke genutzt. Von diesem Kanal wird (im Stadtteil Oberau) auch das Wasser für die Freiburger Bächle abgeleitet.